# Jakub Uchański

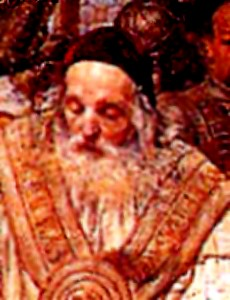
Primas Uchański auf dem historisch nicht abgesicherten Bild „Die Union von Lublin“ des Malers Jan Matejko (Fragment)

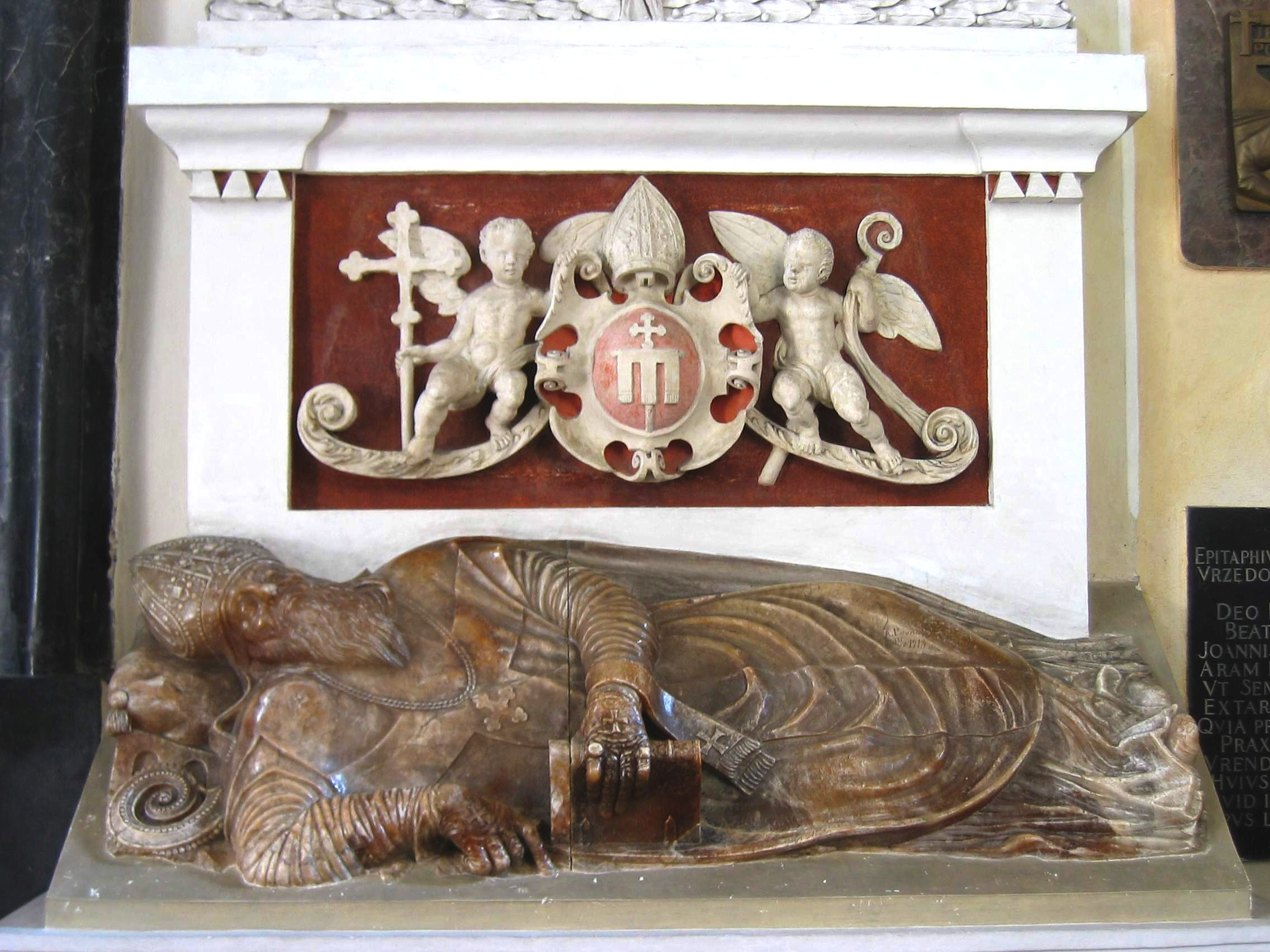
Grabmal von Jan Uchański gehauen 1580–1583 von Jan Michałowicz aus Urzędów im Dom in Łowicz

Jakub Uchański (* 1502 in Uchanie; † 5. April 1581 in Łowicz) war Sekretär und Administrator der Güter der polnischen Königin Bona, ab 1551 Bischof von Chełm, ab 1561 (oder 1557) Bischof von Kujawien, ab 1562 Erzbischof von Gniezno und ab 1562 Primas von Polen. Er war Befürworter einer Einigung mit den Protestanten im Königreich Polen. Wegen seiner Haltung zum Protestantismus wurde er beim Papst Paul IV. sogar als Ketzer der Häresie angeklagt und in seinem Amt nicht bestätigt. Während der beiden Interregna in seiner Amtszeit war er Interrex.

## Bedeutung
Es ist nicht bekannt, welcher Bischof ihn geweiht hat. Lange Zeit galt er als der „Stammvater“ für einen Teil der heute lebenden Bischöfe der römisch-katholischen Kirche (insbesondere im polnischen Episkopat), die ihre Sukzessionswurzel bei ihm suchten. Uchański hatte damit auch eine große Bedeutung für die römisch-katholische Kirche. Seit Kurzem ist es allerdings bekannt, dass Jakub Uchański dieser Sukzessionslinie nie angehörte. Der vorläufige Stand ist, dass sie bis zu einem Bischof Claudio Rangoni verfolgt werden kann, der in den Jahren 1598 bis 1607 als päpstlicher Nuntius in Polen eingesetzt war und der Rebiba-Linie angehört.
Bedeutender Vertreter der Uchanski-Sukzessionslinie ist Papst Pius XI.